# SumUp
SumUp é uma empresa de pagamentos móveis sediada em Londres, com escritórios em Berlim, Londres, Boulder (CO), Sofia, Amsterdã e São Paulo.
A SumUp foi fundada em Londres em 2011. Os investidores incluem American Express, BBVA Ventures e Groupon. Foi lançado oficialmente em agosto de 2012.
Em abril de 2016, a SumUp anunciou que iria se fundir com o concorrente Payleven,um provedor de pagamentos móveis com base em Berlim pela Rocket Internet.
Atualmente, a SumUp oferece uma das menores taxas do mercado brasileiro de soluções de pagamento sem aluguel, comercializando 4 tipos de máquinas:
- Top: modelo proprietário que necessita de conexão Bluetooth com smartphones ou tablets para efetuar suas transações; [5]
- Super: modelo PAX D200 que conta com conexão GPRS e Wireless. Não possui impressora térmica; [6]
- On: modelo PAX D195 que conta com pagamento por aproximação e bateria de longa duração.[7]
- Total: modelo PAX D210 que conta com conexão GPRS, 3G e Wireless e impressora térmica para impressão dos recibos; [8]

Além disso, a empresa vem trazendo novos modelos de maquininhas de cartões, como SumUp Solo e SumUp Solo Printer. Ambas fabricadas diretamente pela própria SumUp.
O grande diferencial que teremos em 2024 é que a empresa não mais atuará apenas com máquina de cartão e sim, com uma gama de produtos financeiros, como o link de pagamento, PIX, SumUp TAP e vários recursos que ainda serão lançados.

## Cartões
Em 2020 a SumUp lançou o cartão pré pago da conta SumUp Bank na bandeira Mastercard.